# Matayba elaeagnoides
O camboatá-branco (nome científico: Matayba elaeagnoides) é uma espécie de plantas da família Sapindaceae.

## Distribuição
Esta espécie ocorre na Floresta estacional semidecidual, Floresta ombrófila densa, Floresta ombrófila mista, de São Paulo ao Rio Grande do Sul.

## Descrição
Árvore perenifólia, espécie secundária inicial, ou clímax exigente em luz. Sua altura atinge até 23 m e seu diâmetro 50 cm.